# آي غوستي نغوراه راي
العقيد آي غوستي نغوراه راي (بالإندونيسية: I Gusti Ngurah Rai)‏ (ولد في 30 يناير 1917 – وتوفي في 20 نوفمبر 1946) كان بطلاً قومياً إندونيسياً قاد القوات الإندونيسية في بالي خلال الثورة الوطنية الإندونيسية ضد هولندا. قُتل في معركة مارغارانا.

## حياته المبكرة

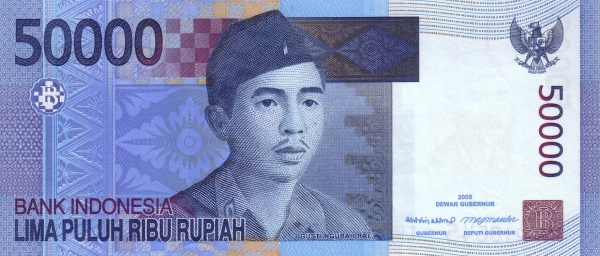
صورة غوستي نغوراه راي على ورقة الـ 50,000 روبية إندونيسية الصادرة عن بنك إندونيسيا.

ولد نغوراه راي في كارانجساري، في مقاطعة بادونغ في بالي في 30 يناير 1917. درس في مدرسة ابتدائية هولندية ثم التحق بالمدرسة الإعدادية في مالانغ في جاوة الشرقية. تلقى تدريباً عسكرياً هولندياً في مدرسة الكاديت العسكرية في غيانيار، ومجلانغ . انضم بعد تخرجه إلى الجيش الذي ترعاه هولندا برتبة ملازم ثانٍ في بالي.

## مسيرته العسكرية

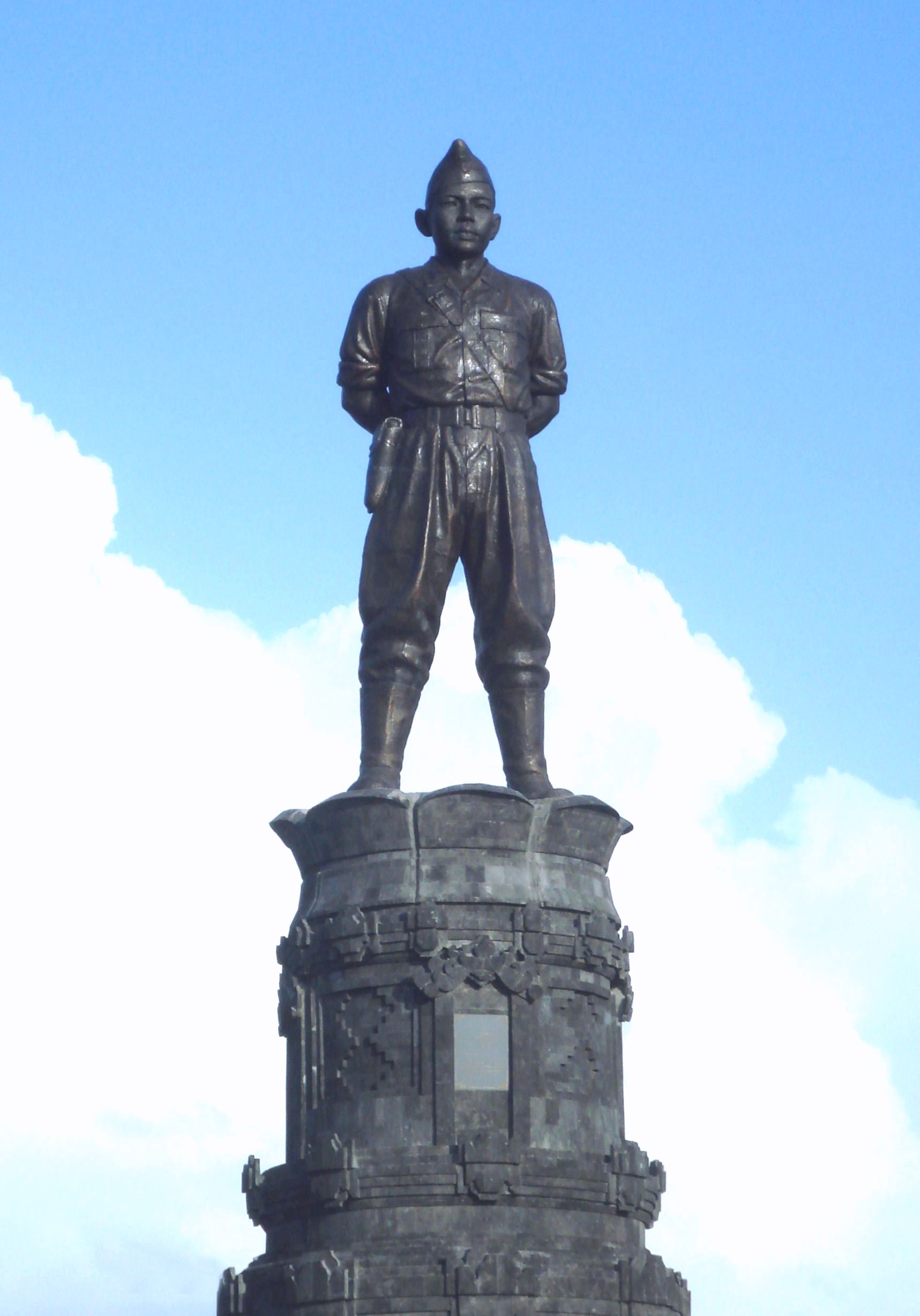
النصب التذكارية في بالي التي تخلد ذكرى إي غوستي نعوراه راي

بعد إعلان الاستقلال الإندونيسي، أسس جيش الأمن الشعبي، وهو النواة الأولى لجيش إندونيسيا في جزر سوندا الصغرى. ثم غادر إلى العاصمة الجمهورية يوغياكارتا لتلقي الأوامر، قبل أن يعود إلى بالي لمواجهة إنزال حوالي 2000 جندي هولندي في 2 و 3 مارس 1946.
اكتشف نغوراه أن القوات الجمهورية كانت منقسمة وعمل بجد لإعادة توحيدها. ثم نظم أول هجوم ضد مقر القوات الهولندية في تابانان. ورفض التفاوض مع الهولنديون. في 20 نوفمبر 1946، شن الهولنديون هجوماً كبيراً على مارغا. وقاتل هو ورجاله حتى الموث في معركة تُعرف الآن باسم معركة مارغارانا. و بسبب ذلك جرى إبادة جيش نغوراه بأكمله، بما فيه قيادتة العسكرية، وتمكنت القوات الهولندية من استعادة السيطرة على بالي.